# 基函數
在數學中，基函數是函數空間中特定基底的元素。 函數空間中的每個連續函數可以表示為基函數的線性組合，就像向量空間中的每個向量可以表示為基向量的線性組合一樣。
在數值分析和逼近理論中，基函數也稱為混合函數，原因是它們用在插值上：把基函數混合起來可作為插值函數（“混合”的方式是根據基函數對數據點的評估）。

## 例子

### 多項式基底
多項式基底是將多項式方程式分解為線性函數。

### 傅立葉基底
正弦和餘弦形成平方可積函數的（正交）Schauder 基。 作為一個特例，該集合為：
{\displaystyle \{{\sqrt {2}}\sin(2\pi nx)\;|\;n\in \mathbb {N} \}\cup \{{\sqrt {2}}\cos(2\pi nx)\;|\;n\in \mathbb {N} \}\cup \{1\}}
形成一個 L2(0,1) 的基底.

## 参見
1. ↑  . Journal of Computational and Applied Mathematics. 2007-08-01, 205 (1): 272–280  [2018-10-13]. ISSN 0377-0427. doi:10.1016/j.cam.2006.05.002. （原始内容存档于2019-04-13） （英语）.